# Episodi di The Big C (seconda stagione)
La seconda stagione della serie televisiva The Big C, composta da 13 episodi, è stata trasmessa in prima visione negli Stati Uniti d'America dal canale via cavo Showtime dal 27 giugno al 26 settembre 2011. 
In Italia la stagione è stata trasmessa dal canale satellitare Fox Life dal 21 maggio al 16 luglio 2012.
| nº | Titolo originale         | Titolo italiano          | Prima TV USA      | Prima TV Italia |
| -- | ------------------------ | ------------------------ | ----------------- | --------------- |
| 1  | Losing Patients          | L'attesa                 | 27 giugno 2011    | 21 maggio 2012  |
| 2  | Musical Chairs           | Un portafortuna          | 4 luglio 2011     | 28 maggio 2012  |
| 3  | Sexual Healing           | Un regalo originale      | 11 luglio 2011    | 4 giugno 2012   |
| 4  | Boo!                     | La sfortuna di Halloween | 18 luglio 2011    | 11 giugno 2012  |
| 5  | Cats and Dogs            | Insieme fino alla fine   | 25 luglio 2011    | 18 giugno 2012  |
| 6  | The Little c             | Il nuovo coach           | 1º agosto 2011    | 25 giugno 2012  |
| 7  | Goldilocks and the Bears | Il mondo degli orsi      | 8 agosto 2011     | 25 giugno 2012  |
| 8  | The Last Thanksgiving    | Una festa rovinata       | 15 agosto 2011    | 2 luglio 2012   |
| 9  | A Little Death           | Una piccola morte        | 22 agosto 2011    | 2 luglio 2012   |
| 10 | How Do You Feel?         | Come ti senti?           | 29 agosto 2011    | 9 luglio 2012   |
| 11 | Fight or Flight          | Lottare o volare?        | 12 settembre 2011 | 9 luglio 2012   |
| 12 | The Darkest Day          | Il giorno più buio       | 19 settembre 2011 | 16 luglio 2012  |
| 13 | Crossing the Line        | Incontrarsi all'arrivo   | 26 settembre 2011 | 16 luglio 2012  |